# وزیری امیر حسنک
وزیری امیر حسنک کتابی از محمود دولت‌آبادی است. این اثر برای اولین بار همراه صدای دولت‌آبادی منتشر گردیده است.

## پیش‌زمینه و نوشتن
دولت‌آبادی در مصاحبه خود با رسانه‌های مختلف هدف خود را از نوشتن این اثر، ادای دینی به همشهری خود ابوالفضل بیهقی (نویسندهٔ تاریخ بیهقی) اعلام کرده‌است.
وی اضافه کرده‌است که:
آمدند پیش من که می‌خواهیم همان‌طور که نیشابوری‌ها مجسمهٔ عطار و خیام دارند، مجسمهٔ شما را هم بسازیم، گفتم نمی‌خواهم سنگ شوم. گفتند برای‌تان در سبزوار و در جای خانهٔ قبلی خانه بسازیم، گفتم اگر قرار بود خانه‌ای آباد باشد، خراب نمی‌شد. پرسیدم چرا روی بیهقی کار نمی‌کنید؛ او که استاد نثر پارسی است. در نتیجه با توجه به وضعیت امروز که همه چیز صوتی و تصویری است، پذیرفتم بخش‌هایی از بیهقی را بخوانم، و از آن‌جا که حسنک در دانشگاه‌ها معرفی شده و مردم بیهقی را با او می‌شناسند، این داستان را انتخاب کردم.

## مجموعه وزیری امیر حسنک
وزیری امیر حسنک در یک مجموعه نفیس و فاخر منتشر شده‌است. این مجموعه شامل کتاب وزیری امیرحسنک، لوح فشرده صوتی بازخوانی متن داستان بردار کردنحسنک وزیر (از کتاب تاریخ بیهقی نوشتهٔ ابوالفضل بیهقی) و یک تابلوی کوچک با طرح پرترهٔ محمود دولت‌آبادی می‌باشد.

### کتاب وزیری امیر حسنک
این کتاب که در ۱۹۲ صفحه و با قطع پالتویی منتشر گردیده است دارای دو بخش اصلی می‌باشد:

#### داستان بردار کردن حسنک وزیر
محمود دولت‌آبادی در این بخش داستان بردار کردن حسنک وزیر (از کتاب تاریخ بیهقی نوشتهٔ ابوالفضل بیهقی) را مورد تصحیح و بازبینی خود قرار داده است.
وی در مقدمهٔ کتاب می‌نویسد:
متن بیهقی دبیر را - نیز افزوده‌هایی در آغاز و پایان داستان - از دو ویرایش گزین کرده ام (ویرایش  علی اکبر فیاض- ویرایش زنده بادان دکترمحمد جعفر یاحقی، مهدی سیّدی) و به این مناسبت بدیهی ست که متن مربوطه انطباق محض بر هیچ‌یک از متن ندارد، در حالی که برخوردار از وجوه هر دو متن می‌باشد. میزان گزینش هم آن که متن به درستی در فهم من و ذهن مخاطب بگنجد.

#### وزیری امیر حسنک
دولت‌آبادی در این بخش با استفاده از داستان حسنک وزیر به بررسی اوضاع وزارت در تاریخ ایران و به نوعی وزارت کلاسیک ایران می‌پردازد:
داستان حسنک، چون نیک بنگریم از نقطهٔ آغاز به سزا رسیدن او آغاز نمی‌شود؛ بلکه بستر سرنوشت حسنک، پیش از داستان خاص او سر گرفته شده است که می‌توان نشانه‌های آن را به ترتیب برشمرد؛ البته با توجه به ویژگی‌های جامعهٔ نظام سیاسی غزنوی به شهادت کتاب بیهقیِ دبیر مصداق دارد.
این بخش از کتاب که به گفتهٔ محمود دولت‌آبادی یکی از سخت‌ترین کارهای دوران زندگیش بوده (بر اساس متن دست‌نویس پشت کتاب) جزو بهترین متون پژوهشی سالیان اخیر ادبیات فارسی به شمار می‌رود.

### لوح فشرده صوتی با صدای محمود دولت‌آبادی
در این مجموعه یک لوح فشرده (CD) صوتی از داستان بر دار کردن حسنک وزیر وجود دارد که با صدای محمود دولت‌آبادی خوانده شده‌است.
این فایل که حدود ۵۲ دقیقه است، سبکی جدید را برای خوانش متون سنگین ادبی از جمله تاریخ بیهقی معرفی می‌کند.

### تابلوی پرتره
در بسته‌بندی نهایی که انتشارات فیروزی ارائه کرده‌است (در چاپ اول و تا به این لحظه) یک تابلو با عکس پرتره و امضای محمود دولت‌آبادی نیز وجود دارد که به نوعی هدیهٔ این انتشارات به خریداران محسوب می‌شود.

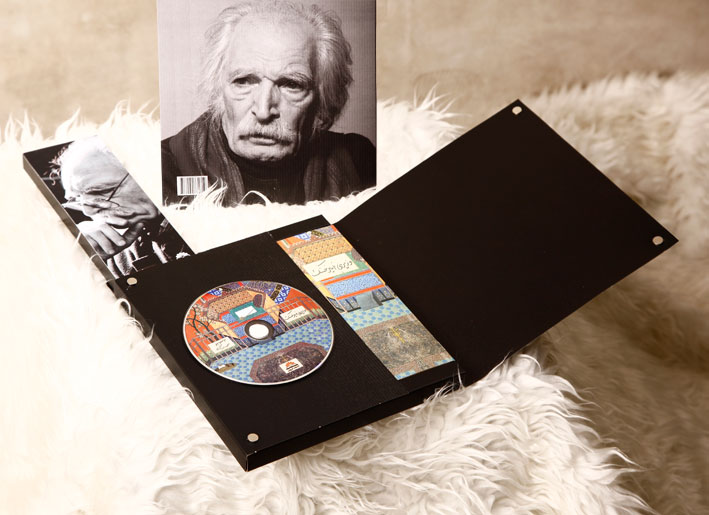
مجموعهٔ کامل وزیری امیر حسنک شامل کتاب، لوح فشرده و قاب شاسی

## مراحل انتشار و توزیع
دولت‌آبادی از بهمن ماه ۱۳۹۱ اقدام به نوشتن کتاب نموده است.
فایل صوتی نیز در اسفند ماه ۱۳۹۱ در تهران ضبط شده‌است. (با توجه به شناسنامهٔ فایل صوتی)
مراحل اخذ مجوز کتاب تا اردیبهشت ۱۳۹۲ طی شده‌است؛ و فایل صوتی نیز در شهریور ماه مجوز خود را از دفتر نشر موسیقی وزارت ارشاد کسب کرده‌است.
مراحل طراحی جلد سارا دولت‌آبادی در خارج از ایران و طراحی بسته‌بندی در سبزوار طی می‌شود و در نهایت در نیمهٔ اول بهمن ۱۳۹۲ کتاب به صورت اینترنتی پیش فروش شده‌است.

## بازخوردهای رسانه ای فروش
روزنامه ی شرق در شماره ۱۹۴۰ خود به تاریخ چهارشنبه ۹ بهمن ۱۳۹۲ در گزارشی با تیتر: پیش‌فروش ۱۰۰۰ نسخه در چند ساعت از استقبال مخاطبان از پیش فروش این کتاب خبر داد.
خبرگزاری جمهوری اسلامی (ایرنا) هم در همین روز اقدام به انتشار مطلبی با عنوان پیش‌بینی چاپ دوم برای کتاب رونمایی نشده نمود و در آن متن روزنامه ی شرق را مورد بررسی قرار داد.
خبرگزاری کتاب ایران (ایبنا) نیز پنج شنبه ۱۰ بهمن ۱۳۹۲ در گزارشی مفصل به معرفی کتاب پرداخت و از فروش بالای این کتاب در دو روز اول پیش فروش خبر داد.
این خبر گزاری متن گزارش خود را به دو زبان انگلیسی و ترکی نیز ترجمه و منتشر کرد.